# Батиз (Хунедоара)
Батиз (рум. Batiz) насеље је у Румунији у округу Хунедоара у општини Калан. Oпштина се налази на надморској висини од 216 m.

## Становништво
Према подацима из 2002. године у насељу је живело 572 становника.

### Попис2002.
| Расподела становништва по националности 2002.‍ | Расподела становништва по националности 2002.‍ | Расподела становништва по националности 2002.‍ | Расподела становништва по националности 2002.‍ | Расподела становништва по националности 2002.‍ |
| --------------------------------------------- | --------------------------------------------- | --------------------------------------------- | --------------------------------------------- | --------------------------------------------- |
|                                               |                                               |                                               |                                               |                                               |
| Румуни                                        | Румуни                                        |                                               | 540                                           | 94,4%                                         |
| Мађари                                        | Мађари                                        |                                               | 10                                            | 1,7%                                          |
| Роми                                          | Роми                                          |                                               | 14                                            | 2,4%                                          |
| Немци                                         | Немци                                         |                                               | 8                                             | 1,4%                                          |